# Christy Prior
Christy Prior (née le 28 novembre 1988 à Okehampton en Angleterre) est une snowbordeuse néo-zélandaise. Elle a participé aux Jeux olympiques de 2014 dans l'épreuve du slopestyle dans laquelle elle doit déclarer forfait aux demi-finales après une chute à l'entraînement. Il s'agissait de la meilleure chance de médaille neo-zélandaise. En 2015, elle est médaillée de bronze aux Winter X Games.

## Palmarès

### Jeux olympiques
| Épreuve / Édition | Sotchi 2014 |
| Slopestyle        | 21e         |

### Winter X Games
- Médaille de bronze du slopestyle en 2015.

### Coupe du monde
- Elle remporte la manche de slopestyle disputée à Stoneham le 19 janvier 2014, obtenant son premier succès dans la Coupe du monde[2].